# Campylorhynchus
Campylorhynchus är ett fågelsläkte i familjen gärdsmygar inom ordningen tättingar med 15 arter som förekommer från västra USA till Peru och norra Argentina, med tonvikt på Mexiko:
- Vithuvad gärdsmyg (C. albobrunneus)
- Bandryggig gärdsmyg (C. zonatus)
- Gråbandad gärdsmyg (C. megalopterus)
- Jättegärdsmyg (C. chiapensis)
- Rostnackad gärdsmyg (C. humilis)
- Veracruzgärdsmyg (C. rufinucha)
- Kastanjeryggig gärdsmyg (C. capistratus)
- Fläckgärdsmyg (C. gularis)
- Balsasgärdsmyg (C. jocosus)
- Yucatángärdsmyg (C. yucatanicus)
- Kaktusgärdsmyg (C. brunneicapillus)
- Gulögd gärdsmyg (C. nuchalis)
- Zebragärdsmyg (C. fasciatus)
- Tvåfärgad gärdsmyg (C. griseus)
- Trastgärdsmyg (C. turdinus)